# ملكة جمال الفلبين 2023
ملكة جمال الفلبين 2023 (بالفلبينية: Binibining Pilipinas 2023)، هي النسخة التاسعة والخمسين من مسابقة ملكة جمال الفلبين، أُقيمت في 28 مايو 2023 في مجمع سمارت أرانيتا كولوسيوم بمدينة كيزون، مترو مانيلا، الفلبين.
في نهاية الحدث، توجت أنجيليكا لوبيز من بالاوان بلقب ملكة جمال الفلبين الدولية 2023 من قبل نيكول بوروميو، كما توجت تشيلسي فيرنانديز آنا لاكريني من باتان بلقب ملكة جمال الفلبين غلوب 2023. منح لقبين فقط بعد أن فقدت مؤسسة ملكة جمال الفلبين الخيرية امتياز مسابقتي ملكة جمال غراند الدولية وملكة جمال القارات.
عرض حفل التتويج عبر شبكة ABS-CBN على قناة كاباميليا وA2Z، كما بُث الحدث في وقت واحد على قناة مترو التابعة لـ ABS-CBN، وتم بثه مباشرة عبر iWantTFC ويوتيوب. استضافت المسابقة كاتريونا غراي ونيكول كوردوفيس وماري جين لاستيموسا، مع عرض أداء من فايس غاندا.

## النتائج

### المراكز النهائية
| النتائج النهائية                  | المتسابقة |
| --------------------------------- | --- |
| بينيبينينغ فيليبيناس الدولية 2023 | - بالاوان - أنجيليكا لوبيز |
| بينيبينينغ فيليبيناس غلوب 2023    | - باتان - آنا لاكريني |
| الوصيفة الأولى                    | - دافاو ديل سور - كاترينا آن جونسون |
| الوصيفة الثانية                   | - جنرال ترياس - أتاشا ريين باراني |
| أفضل 11                           | - كاباناتوان - كياراجيل جريجوريو - ألباي - جين إيزابيل بيلاسانو - أكلان - جيسيلين سلفادور - لاغونا - تريشا مارتينيز - هيرموسا - ماري تشيلز بالانا - دينالوبيهان - ليا ماكاباغال - بولاكان - لورين جارا § |

## مسابقة

### اختيار المشاركات
في 6 يناير 2023، أطلقت المنظمة بحثها عن المجموعة التالية من الفلبينيات اللاتي سيمثلن الفلبين في مختلف المسابقات الدولية. تم تقديم الطلب النهائي في 31 يناير 2023. تم إجراء الفحص النهائي واختيار المتسابقين الرسميين في 6 فبراير 2023.

### لجنة الاختيار
تشكلة لجنة تحكيم مسابقة من قبل أعضاء في مجلس تحكيم ملكة جمال الفلبين 2023:
- هيدلين دياز – حائزة على الميدالية الذهبية الأولمبية
- ويليام فنسنت أرانيتا ماركوس - مهندس برمجيات والابن الأصغر لرئيس الفلبين، بونجبونج ماركوس
- ياسمين سيلبرج – ملكة جمال الدولية 2022 من ألمانيا
- بيتر زوينر - الرئيس والمؤسس المشارك لمطعم Wolfgang's Steakhouse
- حضرة. هوني لاكونا-بانجان - أول عمدة في مدينة مانيلا ورئيسة مجلس القضاة
- بيولو باسكوال – ممثل
- Small Laude - شخصية على وسائل التواصل الاجتماعي ومنشئة محتوى وسيدة أعمال
- أنطون سان دييغو - رئيس تحرير تاتلر
- دوللي دي ليون - ممثلة وأول ممثل فلبيني يتم ترشيحه لجائزة بافتا وجوائز جولدن جلوب
- جوش كولين – مغني، مغني راب وعضو في SB19

## خلفية

### اختيار المشاركات
في 6 يناير 2023 أطلقت المنظمة بحثها عن المجموعة التالية من الفلبينات الذين سيمثلون الفلبين في مختلف المحافل الدولية. تم تقديم الطلب النهائي في 31 يناير 2023. تم الفرز والاختيار النهائي للمتسابقات في 6 فبراير 2023.

## المتسابقات
شاركت 40 متسابقة على ألقاب هذه النسخة.
| م. | المدينة / المقاطعة        | المتسابقة                   | العمر | المركز                         |
| -- | ------------------------- | --------------------------- | ----- | ------------------------------ |
| 1  | كيزون                     | جوهرة بيا                   | 26    |                                |
| 2  | زامباله                   | إليزا ألزونا                | 26    |                                |
| 3  | بامبانغا                  | ليرا بونسالان               | 22    |                                |
| 4  | ناغا                      | بولينا لابايو               | 28    |                                |
| 5  | بالايان                   | جيانا لانيس                 | 28    |                                |
| 6  | بالاوان                   | نيكول بوروميو أنجليكا لوبيز | 22    | ملكة جمال الفلبين الدولية 2023 |
| 7  | باراناك                   | محلات الله                  | 26    |                                |
| 8  | انجلس                     | ميرجان هيبوليتو             | 26    |                                |
| 9  | تاكلوبان                  | بيبييرنا ليونج              | 24    |                                |
| 10 | اوردانيتا                 | رشا العنزي                  | 24    |                                |
| 11 | كاباناتوان ، نويفا إيسيجا | كياراجيل جريجوريو           | 26    | أفضل 11                        |
| 12 | سانتولان ، باسيج          | زينا راموس                  | 26    |                                |
| 13 | أورينتال ميندورو          | سامانثا بوغ-أوس             | 24    |                                |
| 14 | ألباي                     | جين إيزابيل بيلاسانو        | 25    | أفضل 11                        |
| 15 | أكلان                     | جيسيلين سلفادور             | 24    | أفضل 11                        |
| 16 | جنرال ترياس ، كافيت       | أتاشا ريين باراني           | 19    | الوصيفة الثانية                |
| 17 | مدينة إيلويلو             | تريسي بيدوا                 | 25    |                                |
| 18 | مورونغ                    | أندريا سولانجي              | 26    |                                |
| 19 | روكساس سيتي               | جوليا ماي ميندوزا           | 27    | ملكة جمال الفلبين 2023         |
| 20 | كافيته                    | جوليان رييس                 | 19    |                                |
| 21 | باتانغاس                  | باولا أرانو                 | 23    |                                |
| 22 | كزون                      | أنجي مانيبول                | 24    |                                |
| 23 | مانيلا                    | زوي سانتياغو                | 26    |                                |
| 24 | باتان                     | أنالينا فالنسيا لاكريني     | 25    |                                |
| 25 | كالوكان                   | يسلي كابانوس                | 26    |                                |
| 26 | كامارينس سور              | ريما اداكودين               | 22    |                                |
| 27 | تارلاك                    | زيا بالا                    | 22    |                                |
| 28 | مدينة تارلاك              | كاترينا سيسي                | 25    |                                |
| 29 | لاغونا                    | تريشا مارتينيز              | 25    | أفضل 11                        |
| 30 | جنرال لونا ، كويزون       | كاريزما الماريز             | 25    |                                |
| 31 | كاغايان دو أورو           | أبريل بارو                  | 25    |                                |
| 32 | أورتيجاس ، باسيج          | شارمين ماجداسوك             | 26    |                                |
| 33 | دافاو ديل سور             | كاترينا جونسون              | 25    | الوصيفة الأولى                 |
| 34 | سيبو                      | جوي داكورون                 | 27    |                                |
| 35 | ريزال                     | صوفيا جالف                  | 25    |                                |
| 36 | هيرموسا ، باتان           | ماري تشيلز بالانا           | 25    | أفضل 11                        |
| 37 | ميساميس أوكسيدنتال        | بيا دولوجوين                | 23    |                                |
| 38 | دينالوبيهان               | ليا ماكاباغال               | 26    | أفضل 11                        |
| 39 | بولاكان                   | لورين جارا                  | 25    | أفضل 11                        |
| 40 | كاتاندوانيس               | كاندي فولينجر               | 27    |                                |

## روابط خارجية
- موقع بينيبينينغ فيليبيناس الرسمي